# Rick Allen
Rick Allen (Dronfield, 1º novembre 1963) è un batterista britannico, famoso per la sua militanza nella band dei Def Leppard con cui esordì ancora ragazzino.

## Biografia

### Gli inizi con la band
L'avventura con i Def Leppard cominciò il 28 novembre 1978, a 15 anni. Allen rispose a un annuncio del gruppo alla ricerca di un nuovo batterista. Nel 1980 la band pubblicò il suo primo album On Through the Night.

### L'incidente
(Rick Allen)
La notte del 31 dicembre 1984 nella città di Sheffield Rick Allen perse il controllo della sua auto mentre si stava recando ad un party di capodanno in compagnia della fidanzata Miriam Barendsen. Un automobilista lo sorpassò e ingaggiò con lui una sorta di sfida, ostacolandolo e provocandolo a lungo. In un eccesso di rabbia Rick forzò un sorpasso non accorgendosi di essere in prossimità di una curva. L'auto uscì di strada ribaltandosi, abbatté un muro di pietre e finì in un campo adiacente. La ragazza riportò solo lievi ferite. Allen fu sbalzato fuori dall'abitacolo perché la sua cintura di sicurezza non era fissata correttamente. Fu proprio questa a lesionargli gravemente il braccio sinistro poco sotto la spalla. Un infermiere di passaggio soccorse i due e chiamò i soccorsi. In un primo momento i medici riuscirono a riattaccare l'arto al batterista, ma in seguito a un'infezione furono costretti ad amputarlo. Dopo meno di quattro settimane Allen uscì dall'ospedale e si riunì al gruppo.

### La nuova batteria
In collaborazione con gli ingegneri della Simmons, Allen, il cantante Joe Elliott e l'amico batterista Jeff Rich (Status Quo) progettarono un drum set in grado di permettere a Allen di continuare a suonare con un solo braccio. La soluzione fu un drum set ibrido, composto da elementi acustici, elettronici e da pedali che il batterista avrebbe dovuto utilizzare con il piede sinistro, convenzionalmente utilizzato per controllare il charleston. Pedali e pad elettronici riproducevano i suoni di una normale batteria acustica e, dopo un periodo di pratica, Allen fu in grado di riprendersi a tutti gli effetti il suo posto nei Def Leppard. Il suo ritorno su di un palcoscenico dopo l'incidente avvenne nel 1986 al "Monsters of Rock" di Donington.

## Discografia

### Album in studio
- 1980 – On Through the Night
- 1981 – High 'n' Dry
- 1983 – Pyromania
- 1987 – Hysteria
- 1992 – Adrenalize
- 1996 – Slang
- 1999 – Euphoria
- 2002 – X
- 2008 – Songs from the Sparkle Lounge
- 2015 – Def Leppard

### Raccolte
- 1993 – Retro Active
- 1995 – Vault: Def Leppard Greatest Hits (1980-1995)
- 2004 – Best of Def Leppard
- 2005 – Rock of Ages: The Definitive Collection